# Protokół Yahaloma
Protokół Yahaloma – symetryczny protokół uwierzytelniania oraz wymiany klucza. Zasada postępowania jest następująca:
- Alicja wysyła Bobowi swój identyfikator oraz wygenerowaną pseudolosową liczbę
- Bob tworzy wiadomość składającą się z danych otrzymanych od Alicji oraz z wygenerowanej liczby pseudolosowej, szyfruje ją za pomocą klucza tajnego współdzielonego z zaufanym komputerem głównym i wysyła całość do komputera głównego wraz ze swoim identyfikatorem
- Komputer główny generuje wiadomość zawierającą identyfikator Boba, losowy klucz sesyjny oraz liczby losowe Alicji i Boba. Szyfruje całość za pomocą klucza wspólnego z Alicją i wysyła do niej szyfrogram. Komputer główny tworzy także drugą wiadomość składającą się z identyfikatora Alicji, losowego klucza sesyjnego i szyfruje ją kluczem wspólnym z Bobem. Tak stworzony szyfrogram także jest przesyłany do Alicji.
- Alicja deszyfruje pierwszą wiadomość, sprawdza czy jedna z losowych liczb dołączonych do wiadomości jest identyczna z tą wygenerowaną przez nią w pierwszym kroku a następnie zapisuje otrzymany klucz sesyjny. Druga wiadomość otrzymana od zaufanego komputera głównego jest wysyłana do Boba.
- Alicja wysyła do Boba zaszyfrowaną za pomocą klucza sesyjnego wiadomość zawierającą liczbę losową wygenerowaną przez Boba.